# Pío Moa
Luis Pío Moa Rodríguez (Vigo, 1948) es un escritor, historiador y divulgador español sobre la historia de España, principalmente del siglo XX. Sus libros abordan temas como la Segunda República Española, la Guerra Civil, el franquismo y los movimientos políticos de la época. Está considerado el principal exponente del revisionismo histórico en España.
Autor de varios superventas, es conocido por su defensa de la dictadura franquista. Su obra ha suscitado una gran polémica atrayendo a un amplio público, tanto en España como en el extranjero, y recibiendo el apoyo de algunos historiadores, el más destacado Stanley G. Payne. En la actualidad existe una controversia sobre el carácter histórico de sus ensayos, cuestionado por historiadores e hispanistas de prestigio. 
Comunista en su juventud, durante sus primeros años participó en la oposición antifranquista como uno de los miembros fundadores de la organización terrorista marxista-leninista GRAPO. Expulsado del mismo en 1977 y condenado a un año de prisión en 1983, su pensamiento fue evolucionando hasta pasar a sostener posiciones políticas conservadoras y defensoras de muchos aspectos de la dictadura de Franco.
Defensor de la figura de Franco y de muchos aspectos de la dictadura franquista, ha señalado que «Franco debe […] recibir la gratitud y el reconocimiento de la mayoría de los españoles». Moa culpa al Partido Socialista Obrero Español de causar la Guerra Civil, principalmente por su apoyo a la Revolución de 1934, abortada por el general Franco, que se mantuvo leal a la República. De igual manera, considera que la actual democracia es heredera del régimen franquista, que según Moa experimentó una «evolución democratizante», y no de las izquierdas del Frente Popular, según él totalitarias y antidemocráticas, y que dejaron un legado de «devastación intelectual, moral y política».
Su obra más conocida, Los orígenes de la guerra civil (1999), ha vendido 150 000 ejemplares y fue número uno en ventas durante seis meses consecutivos. Junto a Los personajes de la República vistos por ellos mismos (2000-2002, 2 vols.) y El derrumbe de la República y la guerra civil (2001), estas obras conforman una trilogía sobre el primer tercio del siglo XX español. Continuó su labor con Los mitos de la guerra civil, Una historia chocante (sobre los nacionalismos periféricos), Años de hierro (sobre la época de 1939 a 1945), Viaje por la Vía de la Plata, Franco para antifranquistas, La quiebra de la historia progresista y otros títulos. En la actualidad colabora en Intereconomía, El Economista y Época.
Últimamente su centro de interés ha pasado a ser la época medieval y más concretamente la Reconquista. Su último libro, publicado en 2018, es un ensayo titulado La Reconquista y España. Posteriormente, ha publicado Hegemonía española (1475-1640) y comienzo de la Era europea (1492-1945) y luego La Segunda Guerra Mundial: Y el fin de la Era Europea.
Con motivo de la edición francesa de Los mitos de la guerra civil el hispanista Benoît Pellistrandi ha calificado a Moa en un artículo publicado en L'Histoire (número 500, octubre de 2022) con el título «Pío Moa, faussaire de la guerre d’Espagne» (‘Pío Moa, falsificador de la guerra de España’) como un «antiguo comunista pasado a la extrema derecha» que hace «una lectura revisionista, en el sentido más negativo del término, de la guerra civil española».

## Biografía
Nacido en Vigo (Pontevedra), hijo del esperantista Pío Moa Banga, oficialmente fue miembro fundador de la organización terrorista de tendencia marxista-leninista y maoísta Grupos de Resistencia Antifascista Primero de Octubre (GRAPO), el brazo armado del Partido Comunista de España (reconstituido), PCE(r). Formando parte de ella, participó en asaltos a locales falangistas y a la sede de la revista Gentleman, a la que llamaban «oposición domesticada». Asimismo, tomó parte en uno de los asesinatos del 1 de octubre de 1975, perpetrados en represalia por las últimas cinco ejecuciones del franquismo de dos miembros de ETA y tres del FRAP el 27 de septiembre. Enrique Cerdán Calixto, Abelardo Collazo Araújo y Pío Moa penetraron en la sucursal bancaria y se dirigieron hacia el policía de servicio. Cerdán le disparó, y Moa, que portaba un martillo, le arrebató el arma al policía ya muerto. Según el informe policial de los asesinatos, algunos testigos afirmaron que le habían visto golpear con un martillo al policía tiroteado, extremo que Moa siempre ha negado, manifestando que no fue necesario. Fue cómplice en el secuestro del teniente general Emilio Villaescusa Quilis, hecho acaecido en el año 1977, por lo que fue condenado en 1983 a un año de prisión, sentencia que no tuvo que cumplir. Fue expulsado de los GRAPO en 1977 y se acogió a medidas de reinserción en 1983, adoptando posteriormente posiciones políticas conservadoras.[cita requerida] Ha dejado un relato de sus experiencias de entonces en el libro autobiográfico De un tiempo y de un país.
Ha dirigido las revistas Tanteos (1988-1990) y Ayeres (1991-1993), dedicada a la historia. Ha sido bibliotecario del Ateneo de Madrid, a cuya junta directiva perteneció durante tres años. Colaboró en diversas revistas, periódicos y medios de internet, como la desaparecida Chesterton, Libertad Digital, El Economista o Época. También participa en medios como Intereconomia Televisión, donde tertulia en programas como El gato al agua y España en la memoria.

## Evolución ideológica
Según ha relatado él mismo, el interés de Moa por estudiar la Segunda República y la Guerra Civil, nació «de forma accidental en 1991, a partir de un libro reportaje que pensaba escribir sobre el año 1936». «Pronto percibí que los sucesos de dicho año eran ininteligibles sin los de 1934... Hube de preparar un capítulo aparte sobre la revuelta de octubre, el cual, poco a poco, se convirtió en estos dos volúmenes, quedando el libro reportaje para mejor ocasión» (pág. 14 de Los orígenes de la guerra civil española). Los dos volúmenes a los que se refiere Moa son Los orígenes de la guerra civil española, libro publicado en 1999 por la editorial Encuentro, y El derrumbe de la II República y la Guerra Civil, publicado por la misma editorial dos años después. A estos dos libros les siguió Los personajes de la República vistos por ellos mismos (2000-2002, 2 vols.) con el que concluyó la «trilogía» que dedicó al tema. Los libros posteriores Los mitos de la Guerra Civil, publicado en 2003 por la editorial La Esfera de los Libros, y Franco, un balance histórico, publicado en 2005 por la editorial Planeta, son ensayos basados en parte en el trabajo realizado en la trilogía mencionada.
La tesis que ha desarrollado Moa sobre la República y la Guerra Civil, está ya explicada en la primera obra de la «trilogía», Los orígenes de la Guerra Civil Española. Según Moa la guerra civil española no empezó el 18 de julio de 1936 con el golpe de Estado de julio de 1936 sino el 5 de octubre de 1934, fecha del inicio de  la Revolución de Octubre de 1934 ―tomó como referencia el libro de Ángel Palomino 1934: la guerra civil comenzó en Asturias―, por lo que la responsabilidad del desencadenamiento de la guerra civil no recaería en los militares antiizquierdistas que se sublevaron, alentados y apoyados por las derechas antirrepublicanas, sino en los socialistas que pretendieron «asestarle el golpe de gracia [a la República], implantando la dictadura del proletariado u otro régimen que el existente» (pág. 10), apoyados «al menos moralmente» (pág. 11), por los republicanos de izquierda («hay buenas razones para pensar que se hubieran sumado a ella [a la revolución de octubre] si los socialistas les hubieran ofrecido una dosis mayor de poder» (pág. 399), con especial protagonismo de Esquerra Republicana de Cataluña que «colaboró activamente, fiada en el cálculo de que en Cataluña sería ella quien mandase, y no el PSOE» (pág. 399). Según Moa, «la idea de una guerra civil revoloteó sobre la república casi desde sus inicios y bajó al suelo de las realidades en las cruciales elecciones del 33. La campaña electoral ya tuvo visos bélicos, y la derrota produjo en las izquierdas un cierto frenesí. Aunque no pudo verse claramente hasta un año después, el PSOE y Esquerra estaban ya en pie de guerra, y otros  partidos dispuestos a hundir las instituciones» (pág. 401). Así, «el movimiento de octubre [de 1934] fue diseñado explícitamente como una guerra civil» (págs. 10 y 14) y «le infligió [a la República] una profunda herida, de la que acabaría feneciendo» (pág. 11). «Los sublevados de Octubre no pensaban en la república del 14 de abril, con todos sus cambios, sino en un régimen totalitario» (pág. 19).
Para Moa la revolución de octubre de 1934 constituyó «la primera batalla de la guerra civil» (pág. 22). La razón de su fracaso fue que en esa fecha «las masas no estaban maduras para una guerra civil» (pág. 401), lo contrario de lo que sucedió en julio de 1936 cuando «grandes masas se lanzasen ávidamente a la lucha y en cuestión de horas la legalidad republicana cayera por tierra, imponiéndose la revolución en los dos tercios de España dominados por las izquierdas» (pág. 13). Ese cambio en la actitud de «las masas» se debió a la «enorme campaña de propaganda lanzada por las izquierdas en torno a los supuestos crímenes de la represión de Asturias» (pág. 13). Tras el triunfo del Frente Popular en las elecciones de febrero de 1936 «se reanudó lo que en el 34 había quedado a medias» (pág. 11). «La lección era que había que preparar mejor el próximo intento, corrigiendo errores de táctica, disciplinando a fondo al partido [socialista], ampliando las alianzas y, sobre todo ―aunque esto no se decía― insuflando mayor ardor combativo a las masas» (pág. 402). Así, tras el fracaso de Octubre las izquierdas «tan pronto se recobraron de la conmoción sufrida» «se emplearon con dureza sin concesiones contra el gobierno [radical-cedista]. Su intención era, una vez obtenido el poder, utilizarlo de tal modo que la derecha o el centro no pudiesen retornar a él en modo alguno» (pág.402). De esta forma «la política española después de octubre [se convirtió] en la continuación de la guerra por otros medios, como podría decirse parafraseando a Clausewitz. Los escrúpulos morales y el respeto a las reglas del juego democrático desaparecieron. Este período final de la república vino marcado por una serie de procesos destructivos de la convivencia, que, casi fatídicamente, habían de culminar en la vuelta a la confrontación armada en julio de 1936, a los veintiún meses de la de 1934. Para entonces el espíritu de guerra civil había calado en las masas lo suficiente como para que las armas hablasen durante casi tres años más» (pág. 403). Así pues, Moa hace responsable de la guerra civil a las izquierdas y en última instancia a la propia República porque «al suscitar un intenso sentimiento de esperanza en soluciones drásticas, pero irreales, provocó decepción y envenenó los problemas año tras año, hasta no dejar otra salida que la de las armas» (pág. 18).
Moa afirma que sus posturas se sustentan en el análisis, entre otras fuentes, de los numerosos testimonios dejados por los protagonistas de aquellos hechos (Azaña, Araquistáin, Prieto, Largo Caballero, Madariaga y Gil Robles). También asegura haber consultado para algunas de sus obras los archivos de la Fundación Pablo Iglesias[cita requerida], en especial el de Largo Caballero, el Archivo General de la Guerra Civil Española, el Archivo Histórico Nacional, la prensa de la época y los diarios de las Cortes.
También explicó su línea de pensamiento con respecto a los orígenes de la Guerra Civil en un artículo publicado en 2007 en Libertad Digital:
1. Una parte sustancial de la izquierda (los anarquistas, PCE, ERC y el sector del PSOE liderado por Largo Caballero) tenía un carácter marcadamente antidemocrático, ya que consideraba la República como un mero paso intermedio en el camino hacia su objetivo último de la revolución social.
2. Este sector de la izquierda española organizó la insurrección de octubre de 1934.
3. En una República que ya no era democrática, se produjeron las elecciones de 1936, que ganó por estrecho margen de votos (y mucho más amplio en escaños) el Frente Popular gracias a ciertos arreglos oscuros, como los denunciados por el entonces presidente de la República, Niceto Alcalá Zamora, y corroborados, según Moa, por las memorias de Azaña, Alcalá-Zamora o Madariaga.
4. La situación de violencia callejera y auténtico fervor revolucionario generó una respuesta simétrica en sectores de la derecha, a la que se sumó una parte de la oficialidad del Ejército, desembocando toda esta escalada de violencia —que culminó en el asesinato por parte de miembros de la Guardia de Asalto del diputado y líder opositor José Calvo Sotelo— en la sublevación del 18 de julio de 1936. Ésta habría sido una reacción desesperada de una derecha que no esperaba cuartel alguno, como la izquierda frentepopulista venía anunciando hacía años.

En 2007 realizó unas declaraciones al diario Público en que sostenía que muchas víctimas del franquismo, como las Trece Rosas o Lluís Companys, no eran en absoluto inocentes y que «aquellos que hoy defienden la Ley de la Memoria Histórica se identifican con los criminales, los de las checas». En su blog ratificó estas opiniones, desmintiendo además el titular del artículo. Estas polémicas declaraciones fueron denunciadas por catorce individuos que llegaron a recoger firmas en un manifiesto de apoyo a su denuncia por injurias contra Pío Moa. El 6 de mayo de 2008 el juez sobreseyó la denuncia por entender que no existía delito alguno.
Moa se ha negado repetidamente a condenar la dictadura franquista, afirmando que, en 1936, España no era ya una democracia, aludiendo a los atentados, el estado de alarma, la no publicación de las actas en las elecciones de ese año, la muerte de Calvo Sotelo a manos de la Guardia de Asalto…, además de señalar que la Guerra Civil ya había estallado en 1934 con la revolución sofocada en Asturias y Cataluña:

el franquismo no destruyó a la democracia, sino a la revolución del Frente Popular. Libró a España de la II Guerra Mundial y de una nueva guerra civil, y dejó un país próspero y reconciliado, libre de los odios que acabaron con la II República»; «[los logros de Franco] lo convierten en el personaje político de mayor envergadura en la historia de España de los dos últimos siglos, en rivalidad, si acaso, con Cánovas».

Moa también ha criticado duramente la transición democrática y la actual democracia. En su opinión, la transición tiene «fallos» y ha dado lugar a «una constitución harto deforme», todo lo cual sería culpa principalmente de los antifranquistas, al igual que los problemas actuales de la democracia. Para él, esto se debería a que identificar antifranquismo y democratismo es «una falsedad parecida a la equiparación del Frente Popular con la libertad». Durante la transición, según Moa:

los antifranquistas tenían, además, la loca idea de una «ruptura» que saltase por encima de cuarenta años de paz, desarrollo y reconciliación, para volver a las vesanías de aquel frente de izquierdas al que siguen llamando «república», cuando en realidad destruyó la legalidad republicana.

La transición dirigida por Adolfo Suárez supuso, para Moa:

la entrega de la legitimidad democrática a una izquierda y unos separatistas que nunca habían sido demócratas ni tenían arte ni parte en la evolución democratizante del régimen de Franco.

En opinión de Moa, además, la actual democracia, que «llegó cuando pudo, se la debemos a la obra del franquismo», estaría «muy amenazada precisamente por los antifranquistas», ya que:

los antifranquistas, que invocan tanto la república sin tener en cuenta sus efectos históricos, siguen socavando hoy la convivencia democrática: terrorismo o colaboración con él, separatismos, ataques a Montesquieu, niveles de corrupción muy superiores a los del franquismo, corrosión de la soberanía y la unidad nacional...

Sin embargo, según Moa todo esto no era inevitable, ya que:

habría bastado con que algunos políticos de vuelo algo más que corraleño hubieran tomado a tiempo las riendas para enderezar la marcha política, sobre todo tras la experiencia felipista. Se habló entonces de regeneración democrática, Mayor Oreja lo vio claro y Aznar pudo haberlo hecho, pero se quedó visiblemente a medias. [En consecuencia, según opinión de Moa], los males de la transición, en lugar de corregirse, han empeorado y hoy manda el país un gobierno mafioso, enemigo de España y de la libertad, y sin oposición organizada.

Asimismo, Moa ha afirmado que España es una nación preexistente al nacionalismo:

(...) y de las más antiguas. La existencia nacional de España puede remontarse a Leovigildo, pues él dio fin a la fase del reino godo como simple imposición de un grupo dominante, no identificado con el pueblo sobre el que dominaba. Con Leovigildo empieza la unidad política y consciente de España sobre la base cultural creada por Roma; y empieza también el sentimiento patriótico español, claramente expresado por Isidoro de Sevilla (...) La reconstrucción de la unidad española a partir de la invasión islámica fue un proceso extremadamente improbable, y en parte frustrado, pues dio lugar a dos naciones, Portugal y España. [En cambio, según Moa], el nacionalismo catalán (como el vasco), no es propiamente catalanista, sino antiespañol. Cataluña nunca ha sido una nación en el sentido propio de una comunidad cultural con un Estado, y no lo ha sido porque no ha querido serlo. [y] tanto el nacionalismo vasco como el catalán son invenciones –en el sentido más literal del término–, de muy contados personajes que se sintieron “fundadores”, iluminados por una supuesta verdad, y elaboraron una historia mítica como fundamento de sus aspiraciones de poder».

## Recepción de su obra

### Historiadores críticos
La obra de Moa ha sido descalificada por numerosos autores e historiadores del ámbito académico, entre los que se encuentran Javier Tusell, Paul Preston, Pedro Carlos González Cuevas, Alberto Reig Tapia, Enrique Moradiellos, Francisco Espinosa Maestre, Justo Serna, Mercedes Yusta, Carlos Rilova Jericó, Helen Graham (los ensayos de Helen Graham sobre Los mitos de la Guerra Civil se publicaron originalmente en el The Times Literary Supplement el 11 de julio y el 19 de septiembre de 2003), Santos Juliá, Gabriel Cardona, Edward Malefakis Sebastian Balfour y Ángel Viñas, que afirman que las conclusiones de Moa contradicen la investigación historiográfica académica realizada desde la muerte de Franco y que ignoran las fuentes primarias a las que se tuvo acceso una vez terminada la dictadura[cita requerida]. Estos autores e historiadores opinan que la argumentación y conclusiones de Moa coinciden en lo esencial con las de los historiadores franquistas de la inmediata posguerra, en especial Joaquín Arrarás, así como con las de Ricardo de la Cierva, y que los aspectos formales y metodológicos de su obra, tales como la ausencia de notas, uso de acusaciones genéricas y empleo dudoso de las fuentes y de los testimonios, impedirían el debate científico que el propio autor siempre reclama.
Alberto Reig Tapia, de la Universidad Rovira i Virgili, ha sido uno de los pocos historiadores que se han ocupado de la obra de Moa de manera extensa, hasta el punto de dedicarle un libro de 500 páginas titulado Anti Moa (publicado en 2006). La tesis del libro es que Moa —mero «fenómeno mediático» (pág. 54)— no es un historiador y que lo que escribe no es historiografía, sino «historietografía» (págs. 486 y 53; la cursiva es de Reig Tapia). «Moa es un publicista sobre temas más o menos históricos, que es cosa bien distinta» (pág. 165). Su obra «ha suscitado el rechazo firme y unánime de la comunidad historiográfica nacional e internacional» (pág. 168) porque «ignora» hasta «los más elementales rudimentos» del «método científico propio de todas las ciencias (incluidas naturalmente las sociales)» (pág. 54), «se le nota demasiado su evidente orfandad teórica y metodológica» (pág. 168) e «ignora toda la bibliografía académica de los últimos años, entre la que se encuentran nombres señeros de la historiografía contemporaneísta española y del hispanismo más acreditado» (pág. 172). Por otro lado, Reig Tapia lo considera un continuador de la historiografía franquista como lo probaría su libro Los mitos de la Guerra Civil que, según Reig Tapia, «es un perfecto compendio de los tópicos esenciales de la “historiografía” franquista debidamente adaptados desde el punto de vista formal a los nuevos tiempos». «Esa es la gran aportación de Pío Moa» (pág. 164). Moa «es la versión española, a la baja naturalmente, del “revisionismo” que ya se manifestó en Francia, Alemania o Italia hace unos años respecto a su propia historia. Supone, salvadas las distancias, una especie de “negacionismo”…» (pág. 481). Reig Tapia concluye afirmando que «es una auténtica pérdida de tiempo abordar científicamente lo que por sí mismo se sitúa al margen de la historia» (pág. 460).
El historiador e hispanista Paul Preston, criticando el revisionismo histórico y sus autores, de los que afirma que «repiten los lugares comunes de una literatura franquista que surgió para descalificar la República» y que «alimentan a la gente que se siente incómoda por los esfuerzos de la recuperación de la memoria histórica», señaló sobre Pío Moa: «[No es un] gran historiador a base de nuevas investigaciones» y «durante muchos años luchó contra la democracia con pistola y ahora hace lo mismo pero con la pluma». El historiador e hispanista británico Chris Ealham es de la opinión de que la «mayor parte (aunque no todos) de los historiadores tienen aversión a ser identificados con las conclusiones pobremente documentadas y explícitamente propagandistas de Moa». En palabras del estadounidense Michael Seidman, en una reseña de su obra Los mitos del franquismo, «sus arquetipos de víctima (España) y su redentor (Franco) lo sitúan en compañía de los novelistas históricos melodramáticos y no de los historiadores innovadores».
Sebastian Balfour afirma que «el describir a Moa como revisionista es conferirle un estatus o una legitimidad que no merece porque no es historiador y no se ancla en la investigación de archivos, entre muchas otras razones. Tampoco aporta nada nuevo en su narrativa, que es en realidad una reedición de los planteamientos franquistas de los años sesenta». Justo Serna, de la Universidad de Valencia, se refiere a los «malos usos» de Moa que «pueden resumirse en varias incorrecciones muy graves: la presentación del tiempo histórico bajo el supuesto implícito de la fatalidad, del determinismo retrospectivo; el anacronismo, o sea la mezcla de hechos de contextos distintos con el fin de hacer analogías con la época actual; la exposición panfletaria, expeditiva, de los datos y argumentos; la falta o escasez de fuentes históricas con las que documentar las premisas... Pues bien, ése es el modo de operar de Pío Moa... Utiliza la realidad a su antojo para que sus fuentes, sus vestigios, sus documentos... digan lo que él quiere que digan».
Enrique Moradiellos enumera «las limitaciones y carencias» de la obra de Moa: «reproducción acrítica de las líneas argumentales de la propaganda original franquista y de la historiografía más afecta al régimen; radicalización maniquea de las tesis apuntadas y formuladas por autores declaradamente franquistas o genéricamente conservadores; ausencia de pruebas documentales o soportes archivísticos que avalen o corroboren los juicios y razonamientos expuestos; parcialidad en el uso y cita de la producción historiográfica especializada y disponible; desconocimiento manifiesto o simple repudio y omisión de obras e investigaciones descartadas a priori por razones inexplicadas o ligadas a preferencias y antipatías político-ideológicas». Moradiellos concluye: «el señor Moa sólo reactualiza, sin demasiadas novedades de interpretación ni de documentación, los términos y parámetros interpretativos de una escuela historiográfica muy bien conocida (fue doctrina oficial durante casi cuarenta años) y muy bien debatida en los últimos veinticinco años».
Por su parte, Moa rechaza estas valoraciones y acusa a sus críticos de ignorar deliberadamente, por motivos ideológicos, las fuentes por él empleadas, acusándolos de limitarse a defender dogmáticamente la versión izquierdista difundida hace décadas por Manuel Tuñón de Lara. En su opinión, antes que intentar rebatir sus tesis han centrado sus esfuerzos en intentar censurarle: «No pongo en duda el derecho a sostener otras ideas, y acepto en principio que puedan ser más acertadas que las mías. Lo que no admito son esos modos y métodos, degradantes para la vida intelectual, y puedo permitirme denunciarlos y calificarlos como merecen porque, afortunadamente, nuestra democracia todavía resiste el arbitrio de tales personajes. Queda en el balance su fracaso tanto en refutar mis tesis como —y eso les habría interesado mucho más— en silenciarlas o desprestigiarlas con malas artes».
Moa acusa a sus detractores, que, según él, apenas han hojeado sus libros y los han interpretado mal: «Lejos de copiar a Arrarás o Ricardo de la Cierva) […] contienen miles de notas, y referencias en el texto, a partir de fuentes primarias». Afirma que sus maestros son, más bien, los hermanos Ramón y Jesús María Salas Larrazábal, Martínez Bande y Burnett Bolloten, y que a De la Cierva comenzó a leerlo mucho después. Frente a las críticas sobre el aparato bibliográfico y las fuentes primarias de Los mitos de la guerra civil y Franco, un balance histórico, Moa afirma que son «ensayos de síntesis» que aprovechan el trabajo de investigación realizado en su trilogía sobre la Segunda República y la Guerra Civil. Moa opina que «a nadie se le ocurriría atacar con tales argumentos los libros de síntesis de Pierre Vilar sobre historia de España o la guerra civil».
Las críticas a Moa también provienen de historiadores que comparten parte de sus posiciones políticas. Así, Jorge Vilches, profesor de Historia del Pensamiento y de los Movimientos Sociales y Políticos en la Universidad Complutense de Madrid y columnista de Libertad Digital, describía de la siguiente manera a Moa, en relación con un artículo de aquel en el que defendía el franquismo:

La réplica que ha hecho el Sr. Moa a mi artículo es una muestra de por qué sus interpretaciones históricas están en la marginalidad. La razón es bien sencilla: no es que vaya contra la "mentira academicista", es que después de muchos intentos ya es cansino debatir con quien utiliza el insulto y la ridiculización, cuando no la tergiversación, como argumento y artimaña para cubrir carencias. La seriedad y el cuidado de las formas –tanto modales como profesionales– habrían hecho mucho por la consideración de sus obras. Un debate político con fondo historiográfico, especialmente aquel que se pretenda de cierta altura, precisa tanto de la corrección conceptual como de la formal. Esto no es pedantería, es rigor científico y un requisito profesional. No es problema mío si el Sr. Moa las desconoce, o las utiliza alegremente para que cuadre su relato. [..] Es hora de que el Sr. Moa sepa que manejar los conceptos de la Ciencia Política y de la Sociología en el análisis del pasado es imprescindible para una correcta interpretación. No hay historiador serio, español o foráneo, que hoy no lo haga. Las carencias del Sr. Moa en estos campos son clamorosas, y convierten su relato histórico en una mera sucesión de datos y documentos que se conocían sobradamente mucho antes de que publicara alguno de sus libros.

En agosto de 2022 un centenar de historiadores franceses publicó una carta abierta que habían dirigido a Le Figaro, manifestando su molestia por la favorable cobertura que había recibido en una entrevista. Niegan que Pio Moa puedan ser considedado un historiador ya que, según dicha carta, carece de la metodología y ética necesarias. Se llega a calificarlo de ser poco «poco más que un "polemista obsceno"».

### Historiadores favorables
Moa tiene algunos defensores en el ámbito académico. Carlos Seco Serrano ha elogiado la obra de Moa. Concretamente, en su obra Historia del conservadurismo español, Seco dijo que el libro de Moa Los orígenes de la Guerra Civil española es «verdaderamente sensacional». También le han elogiado José Manuel Cuenca Toribio y José Luis Orella, así como Manuel Álvarez Tardío, que habría «defendido públicamente la obra de Moa».
Fuera de España, historiadores e hispanistas como Henry Kamen o Hugh Thomas han comentado en términos favorables trabajos y conclusiones de Moa. Por ejemplo, Kamen se lamentaba en 2007 de que, según su opinión, la represión ejercida por la República no haya sido estudiada, con la única excepción de Pío Moa, el cual habría sido marginado por los historiadores del establishment.
El hispanista texano Stanley G. Payne considera que Moa ha presentado desde su Los orígenes de la Guerra Civil española «una serie de novedosas interpretaciones basadas en las últimas investigaciones y en la cuidadosa lectura de las principales fuentes», y admite que sus conclusiones son polémicas. Rechaza las tres principales críticas que, a su juicio, ha recibido Moa. En primer lugar, niega que se limite a retomar los prejuicios del régimen franquista, pues opina que el escritor gallego ni cree que la democracia fuera tan indeseable como imposible para España, ni que la Guerra Civil se debiera a una conspiración comunista, ni que la Alemania nazi y la Italia fascista representaran el futuro, que es la que considera era la opinión del régimen. Afirma que Moa opina que la República solo hubiera podido sobrevivir basándose en una verdadera democracia, lo que contradice «el mito establecido de lo políticamente correcto». En segundo lugar, rechaza la acusación de que los trabajos de Moa no se basan en investigación de archivos originales. Payne cree que Moa ha utilizado todas las obras de referencia y ha consultado muchos archivos; pero opina que la importancia de su obra radica «en su análisis, meticuloso y original, más que en una nueva investigación de los archivos», un tipo de obra que Payne considera historiográfica y estimulante. Por último, el historiador texano califica como absurdo el reproche de que Moa no es catedrático y cree que refleja el corporativismo y endogamia que imperan en la Universidad española, pues muchos de los trabajos históricos más interesantes del mercado anglosajón no han sido escritos por profesores universitarios. El historiador escocés Rob Stradling defiende la solidez de los argumentos de Moa, además de afirmar que escribe mejor que muchos de sus críticos.
César Vidal también ha elogiado a Moa, aunque afirma que la calidad de su producción ha caído de forma alarmante después de sus trabajos sobre la Segunda República.

## Obras
- Reflexiones sobre el terrorismo. Madrid: Autor. 1985. ISBN 84-398-4781-5.
- El erótico crimen del Ateneo de Madrid. Madrid: Mosand. 1995. ISBN 978-84-89616-00-4.
- Los orígenes de la Guerra Civil española. Encuentro. 1999. ISBN 84-7490-526-5.
- Los personajes de la República vistos por ellos mismos 1. Encuentro. 2000. ISBN 978-84-7490-579-3.
- El derrumbe de la II República y la Guerra Civil. Encuentro. 2001. ISBN 978-84-9920-037-8.[58]
- La sociedad homosexual y otros ensayos. Madrid: Criterio Libros. 2001. ISBN 978-84-95437-08-2.
- La Oposición durante el Franquismo. Volumen 2: De un tiempo y de un país. Encuentro. 2002. ISBN 978-84-7490-657-8.
- Los personajes de la República vistos por ellos mismos 2. Encuentro. 2002. ISBN 978-84-7490-579-3.
- Contra la mentira: Guerra Civil, izquierda nacionalista y jacobinismo. Madrid: Libros Libres. 2003. ISBN 978-84-96088-06-1.
- Los mitos de la Guerra Civil. Madrid: La Esfera de los Libros. 2003. ISBN 978-84-9734-093-9.
- Los libros fundamentales sobre la Guerra Civil. Madrid: Encuentro. 2004. ISBN 978-84-7490-724-7.
- Una historia chocante: los nacionalismos catalán y vasco en la historia contemporánea de España. Madrid: Encuentro. 2004. ISBN 978-84-7490-747-6.
- Los crímenes de la Guerra Civil y otras polémicas. Madrid: La Esfera de los Libros. 2004. ISBN 978-84-9734-156-1.
- Pío Moa en colaboración con Javier Ruíz Portella (2004). 1934, comienza la Guerra Civil: el PSOE y la Esquerra emprenden la contienda. Barcelona: Áltera. ISBN 978-84-89779-59-4.
- Pío Moa en colaboración con Antonina Rodrigo García (2004). Federica Montseny o las dificultades del anarquismo. Barcelona: Ediciones B. ISBN 978-84-666-1277-7.
- 1936, el asalto final a la República. Barcelona: Áltera. 2005. ISBN 978-84-89779-72-3.
- Franco, un balance histórico. Barcelona: Planeta. 2005. ISBN 978-84-08-06235-6.
- Contra la balcanización de España. Madrid: La Esfera de los Libros. 2005. ISBN 84-9734-323-9.
- El iluminado de La Moncloa y otras plagas. Madrid: Editorial Libros Libres. 2006. ISBN 978-84-96088-48-1.[1]
- La quiebra de la historia progresista: En qué y por qué yerran Beevor, Preston, Juliá, Viñas, Reig... Encuentro. 2007. ISBN 978-84-7490-853-4.
- La República que acabó en Guerra Civil. Barcelona: Áltera. 2006. ISBN 978-84-89779-94-5.
- Falacias de la izquierda, silencios de la derecha. Claves para entender el deterioro de la política española actual. Madrid: Libros Libres. 2008. ISBN 978-84-96088-77-1.
- Viajes por la Vía de la Plata. Madrid: Libros Libres. 2008. ISBN 978-84-96088-82-5.
- Franco para antifranquistas: en 36 preguntas clave. Barcelona: Altera. 2009. ISBN 978-84-96840-42-3.[59]
- La democracia ahogada. Ensayos sobre la España de hoy. Barcelona: Altera. 2009. ISBN 978-84-96840-88-1.[60]
- Nueva historia de España. Madrid: La Esfera de los Libros. 2010. ISBN 978-84-9734-952-9.
- La transición de cristal. Franquismo y democracia. Madrid: Libros Libres. 2010. ISBN 978-84-92654-45-1.[61]
- España contra España. Madrid: Libros Libres. 2012. ISBN 978-84-1557-006-6.
- Sonaron gritos y golpes a la puerta. Madrid: La Esfera de los Libros. 2012. ISBN 978-84-9970-869-0.
- El derrumbe de la Segunda República. Madrid: Encuentro. 2013. ISBN 978-84-7490-982-1.
- Los nacionalismos vasco y catalán: en la Guerra Civil, el franquismo y la democracia. Madrid: Encuentro. 2013. ISBN 978-84-9055-022-9.
- Ensayos polémicos. Fajardo Bravo S.L. 2013. ISBN 978-84-9382-273-6.
- La Guerra Civil Española (1936-1939). Fajardo Bravo S.L. 2014. ISBN 978-84-9425-000-2.
- Los mitos del franquismo. Una revisión en profundidad de una época crucial. La Esfera de los Libros. 2015. ISBN 978-84-9060-349-9.[42]
- Europa: Introducción a su historia. La Esfera de los Libros. 2016. ISBN 978-84-9060-844-9.
- La Reconquista y España. La Esfera de los Libros. 2018. ISBN 978-84-9164-305-0.
- La Segunda República Española: Nacimiento, evolución y destrucción de un régimen 1931-1936. La Esfera de los Libros. 2020. ISBN 978-84-9164-939-7.
- Hegemonía Española (1475-1640) y Comienzo de la Era Europea (1492-1945). Encuentro. 2022. ISBN 978-84-1339-106-9.
- La Segunda Guerra Mundial: Y el fin de la Era Europea. La Esfera de los Libros. 2023. ISBN 978-84-1384-578-4.
- Adiós a un tiempo. Altera. 2023. ISBN 978-84-1271-172-1.
- El PSOE en la Historia de España: Pasado y presente del partido más influyente en los últimos cien años. La Esfera de los Libros. 2024. ISBN 978-84-1384-875-4.